# كارولينا كونسيساو مارتينز بيريرا
كارولينا كونسيساو مارتينز بيريرا (18 فبراير 1983 - ) هي لاعبة كرة قدم برازيلية في مركز قلب الدفاع.

## وصلات خارجية
- كارولينا كونسيساو مارتينز بيريرا على موقع الاتحاد الدولي (مؤرشف)  (الإنجليزية)
- كارولينا كونسيساو مارتينز بيريرا على موقع الاتحاد الأوربي (الإنجليزية)
- كارولينا كونسيساو مارتينز بيريرا على موقع قاعدة بيانات كرة القدم.إي يو (الإنجليزية)
- كارولينا كونسيساو مارتينز بيريرا على موقع قاعدة بيانات كرة القدم.إي يو (الإنجليزية)
- كارولينا كونسيساو مارتينز بيريرا على موقع Soccerway.com (الإنجليزية)